# アラジン・セイン
『アラジン・セイン』（原題：Aladdin Sane）は、イギリスのミュージシャンであるデヴィッド・ボウイの6枚目のアルバム。
1973年4月13日にRCAレコードよりリリースされた。その後、1990年にEMI（米国ではRYKO）よりCD化され再リリースされている。また、1999年にはEMIより24ビット・デジタル・リマスタリング盤として、2003年には30thアニバーサリー・エディションとして再リリースされており、その際は2枚組で10曲がボーナストラックとして追加収録されている。

## 解説
基本的なバック・ミュージシャンは、前2作と同様スパイダーズ・フロム・マーズ（ミック・ロンソン、トレヴァー・ボルダー、ウッディ・ウッドマンジー）だが、ジャズ畑のピアニスト、マイク・ガーソンの参加により、より退廃的な美学に満ちたサウンドを獲得。
前作『ジギー・スターダスト』のツアーで初めて本格的に乗り込んだアメリカの風土や文化からの刺激を多分に受けており、またイーヴリン・ウォーの長編小説『Vile Bodies』もコンセプトの一旦として据えられている。
アルバム・タイトルは、『A Lad In Vain（空虚な若者）』、『A Lad Insane（狂気の若者）』、『A Land Insane（狂気の国）』といったドラッグを思わせる候補に二転三転したと言われているが、最終的には隠語的でパントマイムの神秘性や混乱した精神という意味も含んだ『Aladdin Sane』に落ち着いた。
タイトル曲の副題(1913-1938-197?)は第一次、第二次世界大戦勃発のそれぞれ前年を指しており、最後はベトナム戦争から世界は破滅を辿るとの暗示だったという。
「プリティエスト・スター The Prettiest Star」は、以前シングルで発表された曲（この時のリード・ギターはマーク・ボランだった）のリメイク。
本作のセッションでは、モット・ザ・フープルによるヒットで知られる「すべての若き野郎ども (All The Young Dudes)」もレコーディングされていた。
先行シングル「ジーン・ジニー (The Jean Genie)」は全英2位の大ヒットとなるが、全米では71位止まりであった。しかしアルバムの方は、ボウイ初のワールド・ツアーの終了に合わせて発売されたこともあり、念願の全英1位を5週連続で記録。全米でも初のトップ20入り（最高17位）を果たした。
ピエール・ラロシュによるジャケットの稲妻を思わせる独創的なメイクは、ナショナル（松下電器、現在のパナソニック、 日本）の炊飯器に付いていたマーク（Nマーク）がモチーフである。
『ローリング・ストーン誌が選ぶオールタイム・ベストアルバム500』に於いて、279位にランクイン。
英音楽誌NMEは、本作から「ドライブインの土曜日」（26位）、「薄笑いソウルの淑女」（32位）、「ジーン・ジニー」（33位）、「アラジン・セイン」（38位）の4曲を「NMEが選ぶデヴィッド・ボウイの究極の名曲1〜40位」に選んでいる。本作と同時期にレコーディングされ1995年に発表された「全ての若き野郎ども」も28位に選ばれている。

## 収録曲
| #  | タイトル                                              | 作詞・作曲 | 時間 |
| -- | ----------------------------------------------------- | ---------- | ---- |
| 1. | 「あの男を注意しろ」(Watch That Man)                  |            | 4:25 |
| 2. | 「アラジン・セイン (1913・1938・197?)」(Aladdin Sane) |            | 5:07 |
| 3. | 「ドライヴ・インの土曜日」(Drive In Saturday)         |            | 4:28 |
| 4. | 「デトロイトでのパニック」(Panic In Detroit)          |            | 4:23 |
| 5. | 「気のふれた男優」(Cracked Actor)                     |            | 2:58 |

| #         | タイトル                                           | 作詞・作曲                           | 時間  |
| --------- | -------------------------------------------------- | ------------------------------------ | ----- |
| 6.        | 「時間」(Time)                                     |                                      | 5:13  |
| 7.        | 「プリティエスト・スター」(The Prettiest Star)     |                                      | 3:27  |
| 8.        | 「夜をぶっとばせ」(Let's Spend the Night Together) | ミック・ジャガー、キース・リチャーズ | 3:06  |
| 9.        | 「ジーン・ジニー」(The Jean Genie)                 |                                      | 4:07  |
| 10.       | 「薄笑いソウルの淑女」(Lady Grinning Soul)         |                                      | 3:52  |
| 合計時間: | 合計時間:                                          | 合計時間:                            | 40:47 |

## ボーナストラック
| 全作詞・作曲: デヴィッド・ボウイ。 | |                    |                    |      |
| #                                  | タイトル                                                                                                 | 作詞               | 作曲・編曲         | 時間 |
| 1.                                 | 「ジョン、アイム・オンリー・ダンシング（サックス・ヴァージョン）」(John, I’m Only Dancing (Sax Version)) | デヴィッド・ボウイ | デヴィッド・ボウイ | 2:40 |
| 2.                                 | 「ジーン・ジニー（オリジナル・シングルMix）」(The Jean Genie (Original Single Mix))                      | デヴィッド・ボウイ | デヴィッド・ボウイ | 4:05 |
| 3.                                 | 「時間（シングル・エディット）」(Time (US Single Edit))                                                  | デヴィッド・ボウイ | デヴィッド・ボウイ | 3:40 |
| 4.                                 | 「すべての若き野郎ども」(All The Young Dudes)                                                            | デヴィッド・ボウイ | デヴィッド・ボウイ | 4:10 |
| 5.                                 | 「チェンジス（ライヴ）」(Changes (Live in Boston, 1 Oct 1972))                                           | デヴィッド・ボウイ | デヴィッド・ボウイ | 3:19 |
| 6.                                 | 「スーパーメン（ライヴ）」(The Supermen (Live in Boston, 1 Oct 1972))                                    | デヴィッド・ボウイ | デヴィッド・ボウイ | 2:42 |
| 7.                                 | 「火星の生活（ライヴ）」(Life On Mars (Live In Boston, 1 Oct 1972))                                      | デヴィッド・ボウイ | デヴィッド・ボウイ | 3:25 |
| 8.                                 | 「ジョン、アイム・オンリー・ダンシング（ライヴ）」(John, I’m Only Dancing (Live in Boston, 1 Oct 1972))  | デヴィッド・ボウイ | デヴィッド・ボウイ | 2:40 |
| 9.                                 | 「ジーン・ジニー（ライヴ）」(The Jean Genie (Live in Santa Monica, 20 Oct 1972))                         | デヴィッド・ボウイ | デヴィッド・ボウイ | 4:09 |
| 10.                                | 「ドライヴ・インの土曜日（ライヴ）」(Drive In Saturday (Live in Cleveland, 25 Nov 1972))                 | デヴィッド・ボウイ | デヴィッド・ボウイ | 4:53 |

## 参加ミュージシャン
- デヴィッド・ボウイ - ボーカル、ギター、ハーモニカ、サクソフォーン
- ミック・ロンソン - ギター、ピアノ、ボーカル
- トレバー・ボルダー - ベース
- ミック・ウッドマンジー - ドラムス
- ケン・フォードハム - サクソフォーン
- ブライアン "バックス" ウィルショウ - サクソフォーン、フルート
- マイク・ガースン - ピアノ
- ジュアニータ "ハニー" フランクリン - バッキング・ボーカル
- リンダ・レウィス - バッキング・ボーカル
- マック・コーマック - バッキング・ボーカル